# Haunted Honeymoon
Haunted Honeymoon (br.: Lua de mel assombrada / pt.: Lua-de-mel com fantasmas) é um filme estadunidense de 1986 do gênero comédia, dirigido, co-escrito e co-protagonizado por Gene Wilder para a Orion Pictures. Foi o último filme de Gilda Radner, que viria a falecer em 1989.

## Elenco
- Gilda Radner...Vickie Pearle
- Gene Wilder...Larry Abbot
- Dom DeLuise...Tia Katherine "Kate" Abbot
- Jonathan Pryce...Charles "Charlie" Abbot
- Bryan Pringle...Pfister, o mordomo
- Peter Vaughan...Tio Francis Abbot Sr.
- Eve Ferret...Sylvia, esposa de Charlie
- Paul L. Smith...Dr. Paul Abbot, tio
- Julann Griffin...Nora Abbot, esposa de Paul
- Jim Carter...Montego, o mágico
- Jo Ross...Susan, esposa de Montego
- Roger Ashton-Griffiths...primo Francis Jr.
- Billy J. Mitchell...Mickey, um policial
- R.J. Bell...Bill, um policial
- Ann Way...Rachel, esposa de Pfister
- Will Kenton...Impostor/Lobisomem
- Alastair Haley...Larry criança
- Sally Osborne...Senhora Abbot (mãe de Larry)

## Sinopse
Larry Abbot e Vickie Pearle são atores de rádio que fazem sucesso no programa Manhattan Mystery Theater durante os anos de 1920. O casal fica noivos mas isso causa em Larry sucessivos ataques de pânico e dificuldades na fala, o que preocupa os produtores do programa. O tio de Larry, Dr. Paul Abbot, acha que irá curar o sobrinho se o assustar bastante. Quando Larry e Vicki vão para a mansão da família dele para se casarem, Paul aproveita para executar seu plano e prepara vários sustos com a ajuda de alguns parentes. Mas o que ele não sabe é que a tia Kate, dona da mansão, mudou o testamento em favor de Larry e isso causou a fúria de um misterioso assassino sinistro contra o problemático ator.

## Recepção
O filme não foi bem nas bilheterias. Gilda Radner escreveu sobre o filme em seu livro It's Always Something: "26 de julho de 1986 - Haunted Honeymoon foi lançado. E fracassou. Um mês de publicidade e o filme ficou nos cinemas por uma semana -- um desastre financeiro."
Como aconteceu com outros "fracassos" semelhantes, o filme ganharia fãs ao ser lançado em vídeo.

## Citação
Dom DeLuise,ao descer pelo corrimão da escadaria diz: "They were all godless here, all! They used to bring their women to this house, brazen lowly creatures, with their silks and satins. They filled this house with laughter and sin. Laughter and sin! Wicked men, blasphemous men, with their painted women! They reveled in the joys of fleshly love.....".
Em tradução aproximada:
"Eles eram todos ateus aqui, todos! Costumavam trazer suas mulheres para esta casa, criaturas de peles bronzeadas, vestidas de seda e cetim. Eles enchiam essa casa de risos e pecados. Risos e pecados! Homens maus, homens blasfemos, com suas mulheres pintadas! Eles se divertiam com as alegrias do amor carnal...".
A citação é de um filme clássico de 1932 dirigido por James Whale, The Old Dark House. Dom DeLuise ganhou o prêmio Framboesa de Ouro como pior ator coadjuvante.